# Triple Nine Society
A Triple Nine Society (TNS), fundada em 1978, é uma sociedade de alto Q.I. que reúne pessoas cujo nível de inteligência é igual ou superior a 99,9% da população geral, segundo aferido por um teste de QI formal, supervisionado e oficialmente reconhecido. Tal nível equivale a um valor de QI de 146 (escala Wechsler) ou 173 (escala Cattell). Para efeito de comparação, a popular sociedade de alto QI Mensa International seleciona no percentil 98, que equivale a um QI de 130 (escala Weschler) ou 148 (escala Cattell).
Em março de 2016, TNS possuía aproximadamente 1.700 membros distribuídos em 50 países. A grande maioria deles está nos Estados Unidos (aproximadamente 1.300 membros) e também há grupos expressivos na França, Alemanha, Canadá e República Checa.
TNS publica a revista "Vidya", que inclui artigos, poesia e outras contribuições dos membros sobre uma variedade de tópicos, assim como relatórios da diretoria e outras matérias oficiais da sociedade. Os membros se relacionam entre si por meio de listas de e-mail e grupos do Facebook, Linkedin e outras redes sociais. Além disso, a sociedade realiza dois encontros anuais: o “ggg999”, que acontece nos Estados Unidos, sempre no outono, e o “egg999”, que acontece na Europa, durante a primavera.
Na sua Constituição, TNS se compromete com "a amizade, a comunicação, a aventura da exploração intelectual e uma maior realização de potencialidades individuais." Ainda, em 2015, TNS instituiu uma Fundação filantrópica para fornecer bolsas de estudo a alunos superdotados, educar a população geral sobre necessidades especiais de pessoas superdotadas e outras obras de caridade.